# 库尔斯克核电站
库尔斯克核电站（羅馬化：Kurskaya AES 讀音ⓘ）是位于俄罗斯西部谢伊姆河畔的一座核电站，在库尔斯克市以西约40公里和利戈夫市之间。附近的库尔恰托夫镇于核电站开工时建立。该核电站为库尔斯克州和其他19个地区供电，是俄罗斯三大核电站之一，也是该国四大电力生产商之一。截至2024年，该核电站拥有两座运行中的反应堆和两座已关闭的旧机组。库尔斯克5号和库尔斯克6号机组的建设已停止，两座新的水-水高能反应堆设计（库尔斯克II-1号和库尔斯克II-2号）正在建设中。
库尔恰托夫镇毗邻库尔斯克核电站，在1991年美国电视电影《切尔诺贝利：最后的警告》（Chernobyl: The Final Warning）中饰演切尔诺贝利和普里皮亚季镇。
目前，计划在同一地点建设库尔斯克第二核电站，并计划安装四台新的VVER机组。

## 库尔斯克第一核电站
规划和建设苏联当局于1960年代中期决定建造库尔斯克核电站。该工厂旨在满足"库尔斯克磁异常区" (英語：Kursk Magnetic Anomaly) 快速发展的工业综合体（Stary-Oskol 和 Mikhaylovsk 矿石开采和加工厂以及其他制造公司）日益增长的能源需求。库尔斯克核电站的总设计师是原子能项目（莫斯科），总承包商是动力工程研究与发展研究所（莫斯科），研究经理是库尔恰托夫研究所。它由库尔斯克核电站建设部（现为 Kurskatomenergostroy Ltd）建造。现场施工于1971年开始。
库尔斯克一号核电站的结构与切尔诺贝利核电站几乎完全相同，都有两个第一代压力管式石墨慢化沸水反应炉（RBMK）机组，随后是两个第二代机组。

## 库尔斯克第二核电站VVER
由于周边地区严重依赖该地点，老化的RBMK反应堆已达到使用寿命，因此需要更换。选择新的VVER-TOI反应堆是因为该地点将成为采用这种反应堆类型的先驱发电站。
土木工程于2017年开始，挖掘了约120万立方米的土壤，作为两台新机组建设工作的一部分。在核电站 II 建筑物和结构底部铺设了超过800,000m³的砂砾混合物。
一号机组砂砾层于2017年10月完成铺筑，基础板下第一层混凝土（混凝土垫层）于2017年11月完成浇筑。
2017年12月，第一块16吨钢筋混凝土块安装于下部基础带钢筋上。基础将由105块钢筋混凝土块组成，总重量为1600吨。

## 反应堆数据
库尔斯克有两个旧的RBMK机组仍在运行，还有两个新的水-水高能反应堆机组正在建设中。
| 机组       | 反应堆类型                                    | 净容量   | 总容量   | 施工 开始  | 并网 发电  | 商业 运营      | 关闭                           |
| ---------- | --------------------------------------------- | -------- | -------- | ---------- | ---------- | -------------- | ------------------------------ |
| Kursk 1    | 压力管式石墨慢化沸水反应炉-1000 （RBMK-1000） | 925 瓦特 | 1,000 MW | 1972-06-01 | 1976-12-19 | 1977-10-12     | 2021-12-19已关闭               |
| Kursk 2    | RBMK-1000                                     | 925 MW   | 1,000 MW | 1973-01-01 | 1979-01-28 | 1979-08-17     | 2024-01-31已关闭               |
| Kursk 3    | RBMK-1000                                     | 925 MW   | 1,000 MW | 1978-04-01 | 1983-10-17 | 1984-03-30     | （已计划于2033年）             |
| Kursk 4    | RBMK-1000                                     | 925 MW   | 1,000 MW | 1981-05-01 | 1985-12-02 | 1986-02-05     | （已计划于2035年）             |
| Kursk 5    | RBMK-1000                                     | 925 MW   | 1,000 MW | 1985-12-01 | –          | 1992 (planned) | 施工停止于1989, 2012-08-15取消 |
| Kursk 6    | RBMK-1000                                     | 925 MW   | 1,000 MW | 1986-08-01 | –          | –              | 施工取消于1993-12-01           |
| Kursk II-1 | VVER-1300/510                                 | 1,115 MW | 1,255 MW | 2018-04-29 | –          | –              | –                              |
| Kursk II-2 | VVER-1300/510                                 | 1,115 MW | 1,255 MW | 2019-04-15 | –          | –              | –                              |

## 俄乌战争
在2024年8月庫爾斯克州入侵期间，有報導稱库尔斯克核电站附近發生戰鬥，国际原子能机构 (IAEA) 負責人格羅西呼籲俄羅斯和烏克蘭保持“最大限度的克制”，以避免核事故。

## 参阅
- 俄羅斯核能
- 核子反應爐列表#_俄羅斯

## 外部連結
- （英文）Kursk NPP home page at Energoatom (English version)
- About Kursk NPP at Bellona Foundation（英语：Bellona Foundation）